# Hipólito Landero
Hipólito Landero är en ort i Mexiko.   Den ligger i kommunen Tatahuicapan de Juárez och delstaten Veracruz, i den sydöstra delen av landet, 500 km öster om huvudstaden Mexico City. Hipólito Landero ligger 65 meter över havet och antalet invånare är 132.
Terrängen runt Hipólito Landero är platt åt sydost, men åt nordväst är den kuperad. Runt Hipólito Landero är det ganska glesbefolkat, med 42 invånare per kvadratkilometer. Närmaste större samhälle är Huazuntlán, 4,0 km söder om Hipólito Landero. Omgivningarna runt Hipólito Landero är en mosaik av jordbruksmark och naturlig växtlighet.